# Släggkastning för herrar i friidrott vid olympiska sommarspelen 2008
Herrarnas släggkastning vid olympiska sommarspelen 2008 ägde rum 15-17 augusti i Pekings Nationalstadion. 

## Medaljörer
| Event         | Guld                    | Guld    | Silver                      | Silver  | Brons                | Brons   |
| Släggkastning | Primož Kozmus Slovenien | 82,02 m | Vadzim Dzevjatoŭski Belarus | 81,61 m | Ivan Tsichan Belarus | 81,51 m |

## Resultat

### Kval
| Placering | Grupp | Idrottare                | Nationalitet | #1    | #2    | #3    | Resultat | Noteringar |
| --------- | ----- | ------------------------ | ------------ | ----- | ----- | ----- | -------- | ---------- |
| 1         | A     | Krisztián Pars           | Ungern       | x     | 80.07 |       | 80.07    | Q          |
| 2         | B     | Szymon Ziółkowski        | Polen        | 79.55 |       |       | 79.55    | Q, SB      |
| 3         | B     | Primož Kozmus            | Slovenien    | 79.44 |       |       | 79.44    | Q          |
| 4         | B     | Ivan Tsichan             | Belarus      | 79.26 |       |       | 79.26    | Q          |
| 5         | A     | Koji Murofushi           | Japan        | 78.16 |       |       | 78.16    | Q          |
| 6         | A     | Markus Esser             | Tyskland     | x     | 77.00 | 77.60 | 77.60    | q          |
| 7         | A     | Andras Haklits           | Kroatien     | 74.27 | 77.12 | 76.23 | 77.12    | q          |
| 8         | B     | Olli-Pekka Karjalainen   | Finland      | 75.49 | x     | 77.07 | 77.07    | q          |
| 9         | B     | Vadim Devjatovskij       | Belarus      | 73.39 | 76.56 | 76.95 | 76.95    | q          |
| 10        | B     | Libor Charfreitag        | Slovakien    | 76.03 | x     | 76.61 | 76.61    | q          |
| 11        | B     | James Steacy             | Kanada       | 76.32 | x     | 75.01 | 76.32    | q          |
| 12        | A     | Dilshod Nazarov          | Tadzjikistan | 74.67 | 75.34 | 72.47 | 75.34    | q          |
| 13        | B     | Nicola Vizzoni           | Italien      | 72.82 | x     | 75.01 | 75.01    |            |
| 14        | A     | Jevhen Vjnohradov        | Ukraina      | 73.41 | 74.49 | x     | 74.49    |            |
| 15        | B     | Artem Rubanko            | Ukraina      | 74.47 | 73.89 | x     | 74.47    |            |
| 16        | B     | Eşref Apak               | Turkiet      | x     | 74.45 | x     | 74.45    |            |
| 17        | A     | Valeriy Sviatocha        | Belarus      | 74.41 | x     | x     | 74.41    |            |
| 18        | A     | Alexandros Papadimitriou | Grekland     | x     | 74.33 | 73.83 | 74.33    |            |
| 19        | A     | Igors Sokolovs           | Lettland     | 73.72 | 71.50 | x     | 73.72    |            |
| 20        | B     | Ali Al-Zinkawi           | Kuwait       | x     | 73.62 | x     | 73.62    |            |
| 21        | A     | Kirill Ikonnikov         | Ryssland     | x     | 72.04 | 72.33 | 72.33    |            |
| 22        | B     | Igor Vinitjenko          | Ryssland     | x     | 72.05 | x     | 72.05    |            |
| 23        | A     | Miloslav Konopka         | Slovakien    | 71.76 | 71.96 | x     | 71.96    |            |
| 24        | A     | Ihor Tuhaj               | Ukraina      | 71.89 | x     | 70.56 | 71.89    |            |
| 25        | A     | Bergur Ingi Pétursson    | Island       | 69.73 | x     | 71.63 | 71.63    |            |
| 26        | B     | Roman Rozna              | Moldavien    | 71.33 | 69.99 | 70.23 | 71.33    |            |
| 27        | B     | A.G. Kruger              | USA          | 70.58 | 71.21 | x     | 71.21    |            |
| 28        | B     | Dorian Collaku           | Albanien     | 69.14 | 69.84 | 70.98 | 70.98    |            |
| 29        | A     | Lukas Melich             | Tjeckien     | 69.31 | 70.56 | 69.03 | 70.56    |            |
| 30        | B     | Juan Ignacio Cerra       | Argentina    | x     | 70.16 | x     | 70.16    |            |
| 99        | A     | Mohsen El Anany          | Egypten      | x     | x     | x     | NM       |            |
| 99        | B     | Amanmurad Hommadov       | Turkmenistan | x     | x     | x     | NM       |            |
| 99        | A     | Marco Lingua             | Italien      | x     | x     | x     | NM       |            |

### Final
Finalen hölls den 17 augusti 2008. 
| Placering | Idrottare              | Nationalitet | 1     | 2     | 3     | 4     | 5     | 6     | Resultat | Noteringar |
| --------- | ---------------------- | ------------ | ----- | ----- | ----- | ----- | ----- | ----- | -------- | ---------- |
| 1         | Primož Kozmus          | Slovenien    | 80.75 | 82.02 | 80.79 | 80.64 | 80.98 | 80.85 | 82.02    | SB         |
| 2         | Vadim Devjatovskij     | Belarus      | 79.00 | 81.61 | x     | x     | 80.86 | x     | 81.61    | [ 1 ]      |
| 3         | Ivan Tsichan           | Belarus      | 78.49 | 80.56 | 79.59 | 78.89 | 81.51 | 80.87 | 81.51    | [ 1 ]      |
| 4         | Krisztián Pars         | Ungern       | 78.05 | 80.96 | x     | 80.16 | 80.11 | 79.83 | 80.96    |            |
| 5         | Koji Murofushi         | Japan        | 79.47 | 80.71 | 79.94 | 77.96 | 78.22 | 77.26 | 80.71    |            |
| 6         | Olli-Pekka Karjalainen | Finland      | 77.92 | 79.59 | 78.99 | x     | 78.88 | x     | 79.59    | SB         |
| 7         | Szymon Ziółkowski      | Polen        | 75.92 | 79.22 | 79.07 | 79.04 | 76.16 | x     | 79.22    |            |
| 8         | Libor Charfreitag      | Slovakien    | x     | 77.62 | 76.83 | 77.26 | 78.65 | x     | 78.65    |            |
|           |                        |              |       |       |       |       |       |       |          |            |
| 9         | Markus Esser           | Tyskland     | 74.56 | x     | 77.10 |       |       |       | 77.10    |            |
| 10        | András Haklits         | Kroatien     | x     | 75.78 | 76.58 |       |       |       | 76.58    |            |
| 11        | Dilshod Nazarov        | Tadzjikistan | 72.97 | 76.54 | x     |       |       |       | 76.54    |            |
| 12        | James Steacy           | Kanada       | 75.72 | 75.54 | 74.06 |       |       |       | 75.72    |            |

 VR - Världsrekord / =SB - Tangerat säsongsbästa / PB - Personbästa / SB - Säsongsbästa